# Oecobius cellariorum
Oecobius cellariorum är en spindelart som först beskrevs av Dugès 1836.  Oecobius cellariorum ingår i släktet Oecobius och familjen Oecobiidae. Inga underarter finns listade i Catalogue of Life.